# Eva Holmquist

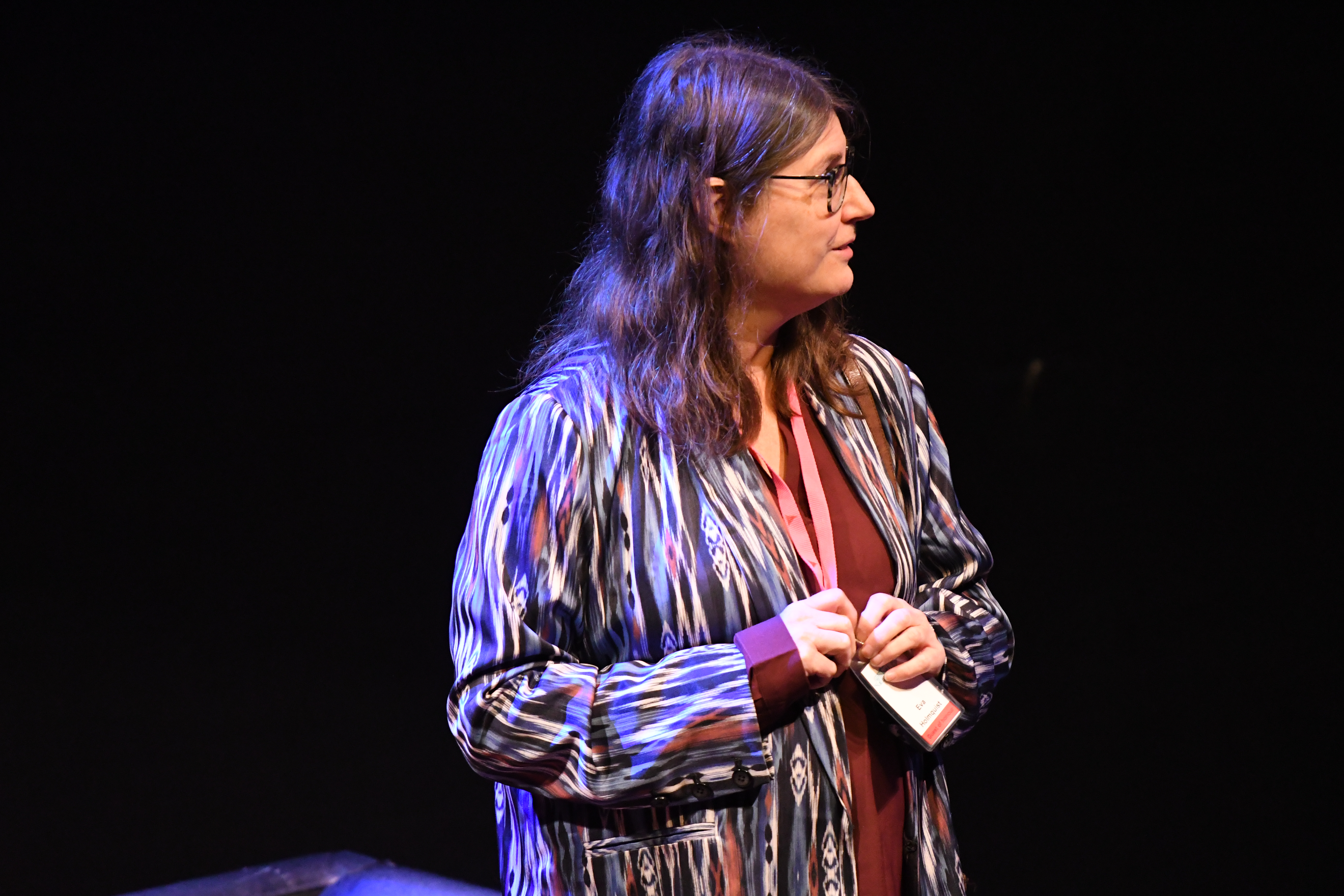
Eva Holmquist som hedersgäst på Swecon 2021.

Eva Holmquist, född 20 maj 1968 i Göteborg, är civilingenjör och specialist inom mjukvarutest. Hon är också skönlitterär författare  som mestadels skriver science fiction och fantasy. Hon debuterade 2006 med hästboken Hästar på vift. I januari 2018 publicerades hennes första fackbok, Praktisk mjukvarutestning.